# 贝罗讷河
贝罗讷河（法語：Béronne，法語發音：[beʁɔn]）是法国新阿基坦大区德塞夫勒省的河流，是布托訥河的右支流，长29.5千米，发源自塞夫雷和圣莱热-德拉马蒂尼耶尔，于布托讷河畔韦尔努流入布托訥河。